# Memoriał Kamili Skolimowskiej 2016
LOTTO 7. Warszawski Memoriał Kamili Skolimowskiej  – mityng lekkoatletyczny, który odbył się 28 sierpnia 2016 roku na Stadionie Narodowym w Warszawie.
Specjalnie na zawody stadion, który na co dzień nie jest przystosowany do potrzeb lekkoatletyki, został wyposażony w ponad 100 metrową bieżnię, skocznie do skoku o tyczce oraz skoku wzwyż, koło do pchnięcia kulą oraz urządzenia do rzutów młotem i dyskiem.
Organizatorem zawodów była Fundacja Kamili Skolimowskiej. Na trybunach zasiadło ok. 27 000 widzów.

## Rezultaty

### Mężczyźni
| Konkurencja:               | 1. miejsce          | Rezultat | 2. miejsce         | Rezultat | 3. miejsce         | Rezultat |
| Bieg na 100 m              | Julian Forte        | 10,09    | Julian Reus        | 10,31    | Solomon Bockarie   | 10,35    |
| Bieg na 110 m przez płotki | Jarret Eaton        | 13,50    | Vladimir Vukicevic | 13,63    | Damian Czykier     | 13,70    |
| Skok wzwyż                 | Mutazz Isa Barszim  | 2,35     | Donald Thomas      | 2,25     | Sylwester Bednarek | 2,25     |
| Skok o tyczce              | Paweł Wojciechowski | 5,65     | Shawnacy Barber    | 5,55     | Piotr Lisek        | 5,55     |
| Pchnięcie kulą             | Tom Walsh           | 21,48    | Tomasz Majewski    | 21,08    | Konrad Bukowiecki  | 20,82    |
| Rzut dyskiem               | Robert Urbanek      | 63,80    | Gerd Kanter        | 63,69    | Piotr Małachowski  | 63,60    |
| Rzut młotem                | Paweł Fajdek        | 82,47    | Wojciech Nowicki   | 76,58    | Marcel Lomnický    | 74,86    |

### Kobiety
| Konkurencja:               | 1. miejsce       | Rezultat | 2. miejsce        | Rezultat | 3. miejsce        | Rezultat |
| Bieg na 100 m              | Dina Asher-Smith | 11,28    | Barbara Pierre    | 11,36    | Anna Kiełbasińska | 11,49    |
| Bieg na 100 m przez płotki | Phylicia George  | 12,88    | Pamela Dutkiewicz | 13,11    | Lucie Koudelová   | 13,64    |
| Skok wzwyż                 | Kamila Lićwinko  | 1,93     | Svetlana Radzivil | 1,90     | Julija Łewczenko  | 1,84     |
| Pchnięcie kulą             | Paulina Guba     | 17,57    | Lena Urbaniak     | 16,99    | Klaudia Kardasz   | 16,74    |
| Rzut młotem                | Anita Włodarczyk | 82,98 WR | Sophie Hitchon    | 72,42    | Amber Campbell    | 72,17    |